# Урга (Нижньогородська область)
Урга (рос. Урга) — село в Княгининському районі Нижньогородської області Російської Федерації.
Населення становить 280 осіб. Входить до складу муніципального утворення Бєлкинська сільрада.

## Історія
Від 2009 року входить до складу муніципального утворення Бєлкинська сільрада.

## Населення
| 2002 | 2010 |
| ---- | ---- |
| 320  | ↘280 |